# Pine Haven
Pine Haven est une municipalité américaine située dans le comté de Crook au Wyoming.
Lors du recensement de 2010, sa population est de 490 habitants. La municipalité s'étend sur 1,31 milles carrés (3,39 km2).